# Peter Ballantine

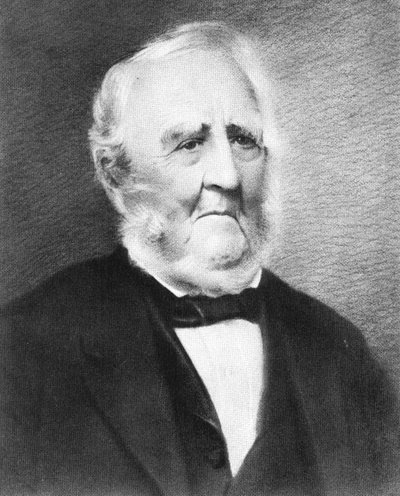
Peter Ballantine (um 1880) - Gründer von P. Ballantine & Sons

Peter Ballantine (* 16. November 1791 in Dundee; † 23. Januar 1883 in Newark) war ein schottischer Brauer und einer der Gründer der Patterson & Ballantine Brauerei, welche später unter seiner Leitung als P. Ballantine & Sons bekannt wurde. Auf dem Höhepunkt ihres Erfolgs war P. Ballantine & Sons die drittgrößte Brauerei in den USA.

## Biographie
Ballantine wurde 1791 im schottischen Dundee geboren. Mit 29 Jahren emigrierte er in die USA und fand eine Anstellung als Braumeister in der Market Street Brewery Robert Dunlops in Albany. 1834 kaufte er die Brauerei und benannte sie in Peter Ballantine & Co um. Er betrieb sie erfolgreich bis 1840, als er nach Newark zog, um eine neue Brauerei zu gründen. 
Gemeinsam mit Erastus Patterson gründete er die Patterson & Ballantine Brauerei. 1846 kaufte er dessen Anteile und wurde alleiniger Besitzer. Unter Ballantines Leitung wuchs das Produktionsvolumen stetig an, im Jahr 1870 wurden ungefähr 60.000 Barrel Ale und 30.000 Bushel Malz hergestellt. 1856 nahm Ballantine seine Söhne Peter Jr., John und Robert in die Leitung der Brauerei auf, welche in P. Ballantine & Sons umbenannt wurde. Unter diesem Namen operierte die Brauerei bis zu ihrer Schließung im Jahr 1972.
Als Logo der Brauerei führte Peter Ballantine borromäische Ringe ein, welche für „Purity, Body, Flavor“ (eng. „Reinheit, Körper, Geschmack“) stehen sollten. Der Firmenlegende nach soll Ballantine die nassen Ringe, die Biergläser auf Tischen hinterlassen, als Inspiration herangezogen haben.
Ballantine starb im Jahr 1884 im Alter von 91 Jahren. Sein Sohn Peter Jr. war ein Jahr vor ihm gestorben. Seine Söhne John und Robert übernahmen die Leitung der Brauerei. Ballantine liegt auf dem Mount Pleasant Cemetery in Newark begraben. Unter seiner Leitung war die Brauerei zur sechstgrößten Brauerei in den USA gewachsen.

## Familie
Peter Ballantine heiratete Julia Wilson (* 9. April 1796; † 7. Juni 1868) aus Troy im Jahr 1830. Zusammen hatten sie drei Kinder:
- Peter Hood Ballantine, Jr. (* 1831; † 1882) ⚭ Isabella L. Linen (* 1835;  † unbekannt)
- John Holme Ballantine (* 1834; † 1895) ⚭ Jeannette Boyd (* 1838; † 1919)
- Robert Francis Ballantine (* 1836; † 1905) ⚭ Anna Elizabeth Brown (* 1838; † 1926)

Ballantine ist der Urgroßvater des amerikanischen Politikers Peter Hood Ballantine Frelinghuysen und des Unternehmers Peter Hood Ballantine Cumming.